# 印度供水
於2020年，印度人口中有97.7%可獲得基本的供水與衛生設施（主要為生活污水處理）服務。這個國家面臨著各種挑戰，從對超大型城市的供水能力到農村地區斷斷續續的供水管線網絡（而不間斷的供水網絡才剛開始出現）。印度供水與污水處理（英語：Water supply and sanitation in India）的一大挑戰是要解決供水過程中出現的無收益水（NRW）問題。
能夠取得改良水源的印度人在總人口中的佔比從1990年的72% 大幅增加到2008年的88%，到2020年已達到97.7%。估計印度農村於1980年的生活污水處理覆蓋率為1%，到2018年，覆蓋率已達95%。:78但仍有不少印度人缺乏適當的供水與污水處理設施。

## 供水

### 城市
雖然印度於2005年，擁有人口超過100萬的35個城市中已普遍建有充足的基礎建設，但每天供水時間僅為幾個小時。主要的原因是水壓不足。於2006年在28個印度城市進行的服務基準測試，發現平均每天供水時間僅為3.3小時，範圍從每3天1小時到每天18小時不等。 於2007年進行的一項研究顯示20個城市的平均每天供水時間僅為4.3小時。旁遮普邦昌迪加爾的供應時間最長 - 每天12小時，古吉拉特邦拉傑果德的供應時間最短 - 每天0.3小時。該國於2015年有88%的人口至少能夠取得基本用水- 城市地區為96%，農村地區為85%。表示該國仍有1.5億人甚至連基本用水都無法取得。
德里住宅區的土地利用呈現極大的差異，從規劃完善的早期發展社區到雜亂無章的貧民窟，形成鮮明的對比。雖然當地已有龐大的供水管線網絡，但有部分地區供水斷續，也有大片地區尚未鋪設管線。由私人供水商提供的水價格高昂。例如德里當地，從亞穆納河畔的非法水井取水，以水車運來的價格為每加侖0.75印度盧比（約2.70美元/立方公尺）。

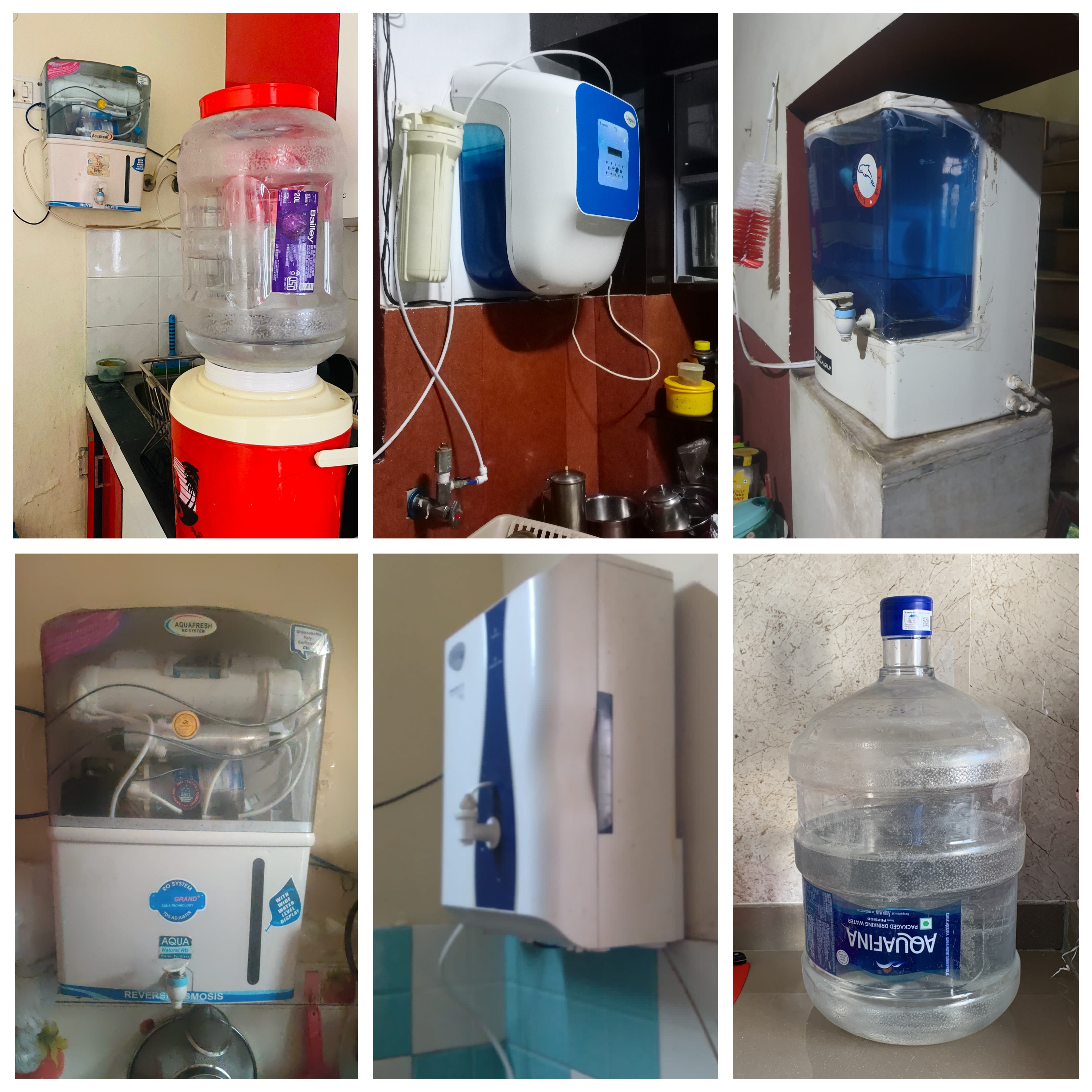
德里是印度家庭用水淨化器/過濾器使用率最高的城市。包含基本重力水過濾器、電動逆滲透和紫外線過濾器以及標準的20公升瓶裝水。

由地表水供應的城市受到水污染、日益嚴重的水資源短缺和用戶間衝突的威脅。例如在卡納塔卡邦的班加羅爾（被稱為印度的矽谷）自1974年以來即非常仰賴由高韋里河取水，而卡納塔卡邦和坦米爾那都邦之間對這條河水分配又存在爭議。印度各大城市應對水資源短缺的辦法是以高成本從遠距離之外運來更多的水。以班加羅爾為例，會每天從100公里之外以管線輸送50萬立方公尺的水，供應的水量佔該城市所需的3分之2。
於2009年，賈坎德邦的賈姆謝德布爾僅有25%的居民享有不間斷供水。於2021年，孟買的部分地區有全天候不間斷供水，其他地區僅得19小時的供水，甚至有的時間會更短。奧迪薩邦的普里成為印度首個利用管線全天供應飲用水的城市。喀拉拉邦的提魯沃嫩塔布勒姆是印度唯一享有不間斷衛生供水的百萬人口聚集區。清奈有兩座海水淡化廠：乃梅利海水淡化廠和明珠爾海水淡化廠。

### 城鎮
馬哈拉什特拉邦的馬爾卡普爾是印度第一座有100%覆蓋率及全天候供水的城市。該計劃於2008年啟動，最初為試點項目，隨後迅速擴展至整個城市。所有用戶均採用100%計量供水，並實行階梯式計費。

### 其他水資源

#### 雨水收集
印度於21世紀初開始大力投資於雨水收集基礎設施和政策，作為應對水資源短缺的緊急應變措施。坦米爾那都邦於2001年成為印度第一個強制要求在每棟建物中收集雨水以避免地下水枯竭的邦。居住在拉賈斯坦邦的塔爾沙漠的人們傳統上會進行雨水收集。印度在全國進行雨水收集，讓這項拉賈斯坦邦古老的集水方式（例如於拉賈斯坦邦首府齋浦爾的喬卡系統）得以復興。其他印度大城市，如浦那、孟買和班加羅爾，對於強制雨水收集都有不同的規定，尤其是對新建的建物。大孟買市政公司 (BMC)於2002年要求所有面積1,000平方公尺以上的新建建築必須配備雨水收集基礎設施，而在2007年又將要求擴大至所有300平方公尺以上的新建物。實施的目標是確保建物有足夠的水來度過非季風季節。進行步驟包括集水、初始過濾和更精細的過濾。大孟買市政公司於2021年發表的報告稱該市已有3,000座新建或重建的建築配有雨水收集基礎設施。然而有許多居民抱怨儲水受到污染，變鹹。專家和居民認為BMC當局幾乎沒認真執行，雨水收集的實際效果也難以評估。
雖然印度城市在近年才開始熱衷進行雨水收集，但有證據顯示印度農村自古以來就有這種做法。收集方式因地區的地理和文化而異。例如喜馬偕爾邦採取的稱為kuhls，為一種社區擁有的雨水灌溉系統。馬哈拉什特拉邦主要使用稱為bhandara phads的方式，這是一種可降低河水流速並減少侵蝕的攔河壩。 許多這類集水方式於19世紀英屬印度初期時被放棄。環保人士和學者現在認為農業社區應將古老的技術復興，利用收集而來的雨水來供應社區的需求。

## 生活污水處理

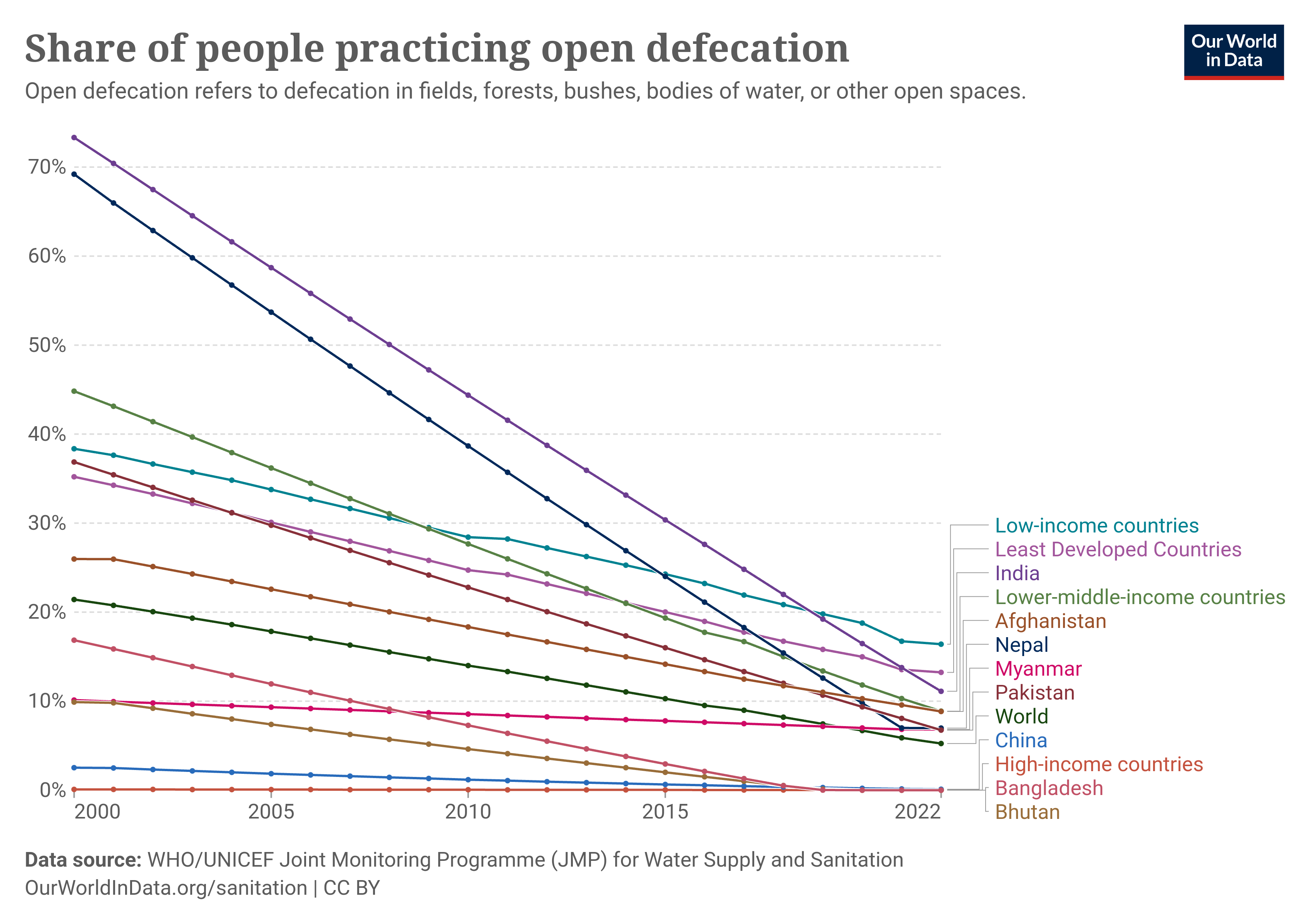
我們的世界數據提供的報告，描繪印度及與印度接壤的幾個國家，從2000年到2022年露天排便的下降趨勢。印度在2022年仍約有1.57億人（約印度人口的11%）採行露天排便。

印度正式的生活污水處理計畫首次於1954年啟動，隨後又於1986年推出中央農村生活污水處理計畫、1999年推出全面生活污水處理運動 (TSC)、2012年推出淨化印度運動（Nirmal Bharat Abhiyan ）和2014年推出的清潔印度運動（Swachh Bharat Abhiyan）。
根據世界銀行的數據，到2020年，有72%的印度人、68%的巴基斯坦人和54%的孟加拉國人有基本的污水處理設施可用。印度於2015年有44%的人享有基本污水處理設施，其中城市地區為65%，農村地區為34%。到2017年，前述涵蓋率增加到59.5%。印度政府聲稱於2014年至2019年之間在全國各地建造有約1.1億間廁所，基本污水處理設施覆蓋率從2014年10月的38.7%上升到2019年的93.3%。
大多數印度人多年以來依賴非常簡陋的排便設施，尤其是在農村地區，主要是用旱廁或是就地解決的露天排便方式。政府在稱為清潔印度運動的全國性活動中大力投資建設衛生設施。在2014年至2020年間為超過99%的人口提供家庭廁所。根據Statista的統計資料，印度從2014年開始已建造1.1億間廁所。在此之前，有個稱為孟買貧民窟衛生計畫（Slum Sanitation Program）也成功實施，為總共25萬貧民窟居民提供衛生設施。印度縱然有下水道存在，狀況往往也很差。德里的下水道網絡多年來缺乏維護，由於堵塞、雜物沉積和抽水能力不足，露天排水溝的污水溢出情況很常見。德里現有的17個污水處理廠的能力僅能處理不到每日飲用水數量50%的污水。全球有8.92億人露天排便，其中約1.57億在印度，印度是全球採這種排便方式人數最多的國家。而這種方式會造成嚴重的公共衛生後果。
印度有個特別的情況（也是官方所禁止）-"人工清理排泄物" - （用人手清除、搬運、處理或以其他方式處理人類排泄物，而排泄物位於骯髒的廁所、露天排水渠、下水道、化糞池或坑中）此與種姓制度（也是官方所禁止）有關，

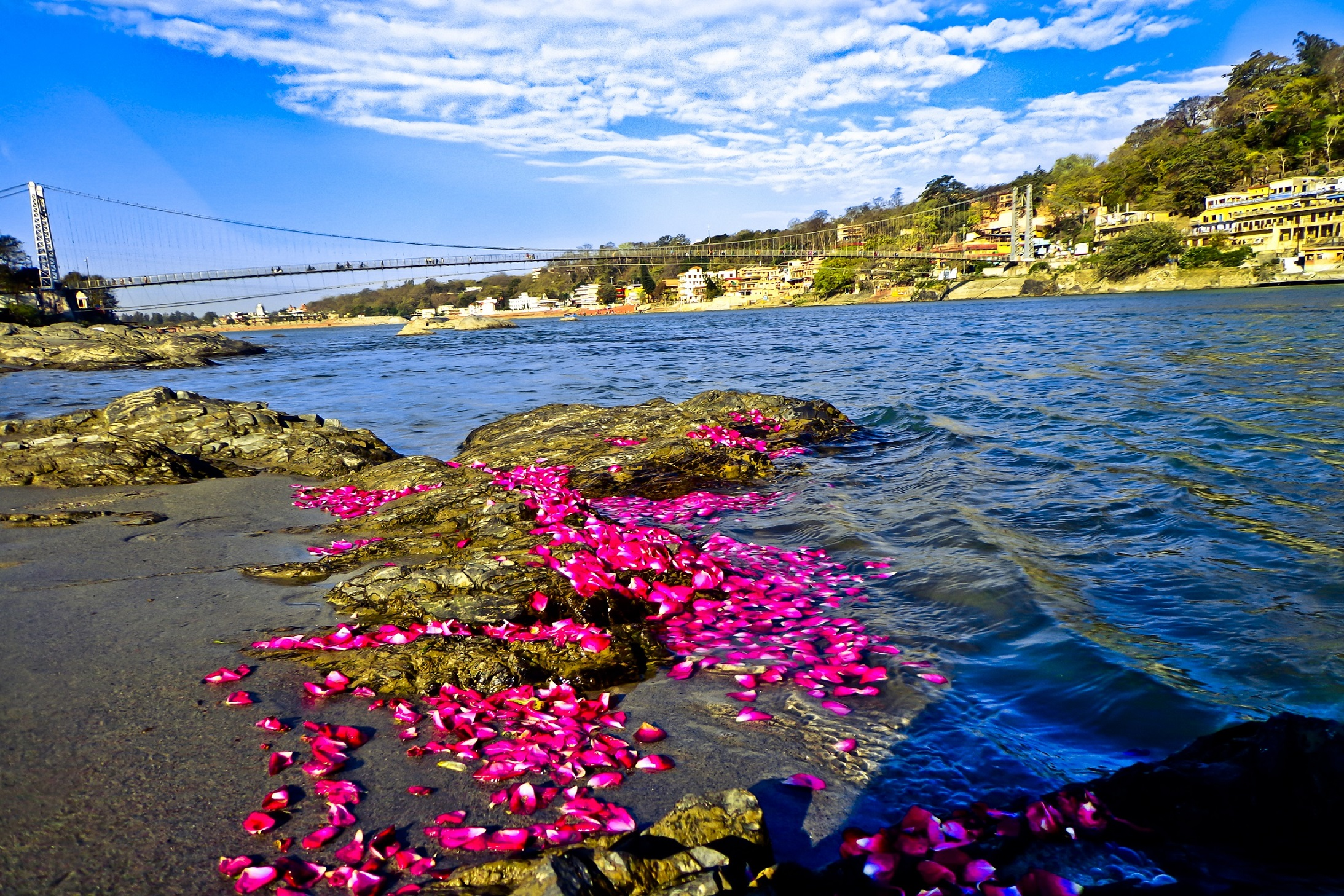
被印度人奉為聖河的恆河，是印度第一大河流，已受到嚴重的人類排泄物和工業污染，目前被認為是世界上污染最嚴重的河流之一。。

估計印度截至2003年只有27%的此類生活污水得以處理，其餘的任其進入河流、灌溉渠道、地下水或海洋中。例如被稱為聖河的恆河受到極大的污染，"在某些地方的河水發黑發臭，未完全火化的遺體或裹著屍布的嬰兒緩緩漂過。"[ 《新聞周刊》於2008年描述德里之旁的聖河 - 亞穆納河，雖然當地政府已制定為期15年的計劃來解決污染問題，但它仍是"一條惡臭的黑色河道"，其中糞便所夾帶細菌的濃度是建議安全最高容許值的10,000倍。霍亂疫情不時爆發。

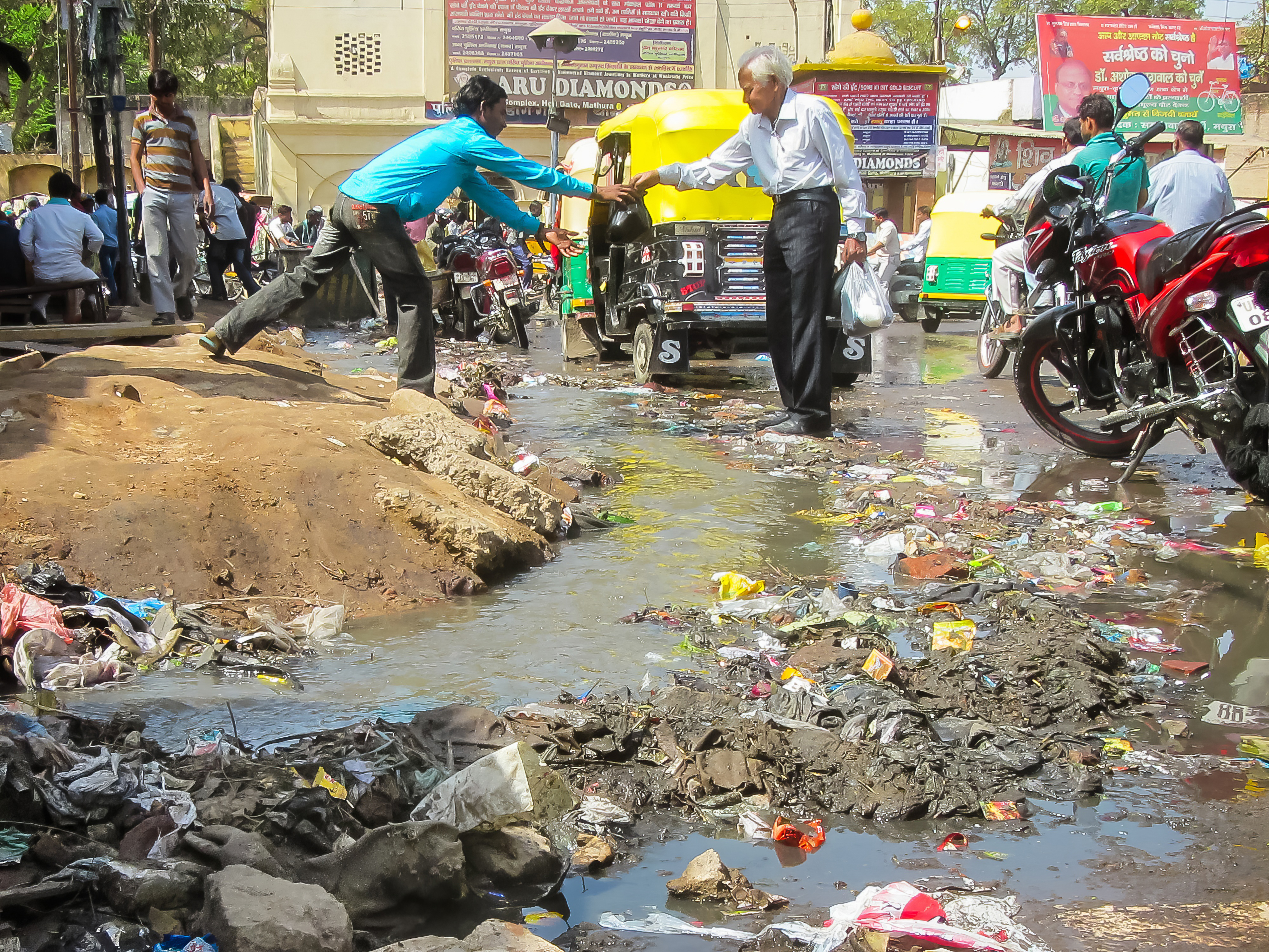
於印度北方邦境內古城馬圖拉中一條充斥垃圾的街道（攝於2011年）。

### 東加爾各答濕地
《印度教徒報》於2018年報導稱，該國東加爾各答濕地是世界上最大的生物污水處理設施，已在過去十幾年透過藻類來淨化加爾各答產生的污水。這種自然系統自1930年代以來持續發揮作用。此現象由生態學家兼市政工程師德魯巴約提·戈什在1970年代在當地工作時發現。戈什花費幾十年的時間致力於保護濕地。印度5個最大城市之一的加爾各答市政府曾採取將污水泵入淺水池（bheris）的做法。藻類在熱帶陽光的照射下大量繁殖，並將污水轉化為乾淨水，村民用這些水灌溉水稻和蔬菜作物。此種已有近100年歷史的水處理系統每天可處理7.5億公升污水，為附近10萬人提供生計。戈什因其工作而於1990年入選聯合國全球500名人錄，並於2016年獲得為紀念瑞士鳥類學及保育學家呂克·霍夫曼而設置的呂克·霍夫曼獎（The Luc Hoffmann Award for Excellence in Ecosystem Management）。

## 健康影響
缺乏足夠的生活污水處理設施和安全飲用水會對人類健康產生嚴重的影響，包括腹瀉（被旅行者稱為Delhi Belly（旅行者腹瀉），每年約有1,000萬到印度旅行者經歷過此情況。 在德里的清理下水道工作者所面對的惡劣工作條件是另一令人擔憂的問題。一項針對當地工作者的調查顯示他們大多數患有慢性病、呼吸系統疾病、皮膚病、過敏、頭痛和眼部感染。印度其他許多城市都發生過不安全飲用水致病的事件。

## 負責機構
根據印度憲法，有關提供飲用水和污水處理設施的相關事宜列於第七附表中，由各邦政府負責。憲法第73條和第74條修正案要求邦政府將飲用水和污水處理服務的提供權下放給農村地區的潘查亞特制機構 (PRI，相當於村) 或城市地區的城市地方機構 (Urban Local Bodies, ULB)。而各邦提供這些服務的安排各有不同，在某些邦的半官方機構會與前述的PRI或ULB之一，或是與兩者共同提供服務。而在各邦，農村和城市地區也有不同的安排。例如在喀拉拉邦的城市和農村地區，飲用水由半官方機構 - 喀拉拉邦水務局提供。另一方面，在馬哈拉什特拉邦，ULB在大多數城市地區提供飲用水。
印度各邦政府在供水和衛生服務的管理決策權過於集中，導致反應遲緩、缺乏彈性，而無法有效解決地方性問題。例如根據世界銀行的說法，由於旁遮普邦所有相關設計的批准均為集中化，即使是很小的技術事務也須送達總工程師辦公室取得核准。 印度憲法和相關邦立法於1993年進行修訂，將某些責任（包括供水和污水處理設施）下放給市政當局。而在不同的邦就採取不同的下放方法。根據2003年規劃委員會發表的報告，印度當時正推動一項權責劃分的改革，將基礎建設的資本投資交由縣級工程部門負責，而日常的運營維護則由縣級和村級部門負責。

### 政策法規
中央和邦一級的供水和污水處理責任由中央各部會共同承擔。負責此種工作的三個中央部會為：印度飲用水和污水處理部負責農村供水和衛生、印度住房與城市貧困減緩部和印度住房與城市事務部共同負責城市供水和污水處理工作。除國家首都德里和其他聯邦直轄區以外地區，中央部會僅具備諮詢能力，在資金方面的作用也有限。
國家城市衛生政策。 印度政府於2008年11月推出一項國家城市衛生政策，目標是創建所謂的"全面有生活污水處理設施的城市"，禁止露天排便、安全收集和處理所有生活污水、消除人工清理排泄物以及安全收集和處理固體廢棄物。截至2010年，已有12個邦正根據該政策制定或已完成邦級的策略。120個城市正在編制城市污水處理規劃。此外，在印度住房與城市事務部的支持和多個捐助者的協助下，有436個城市根據其在污水處理方面的成果與進程進行自行評估。約有40%的城市屬於"紅色類別"（需立即採取補救措施），超過50%的城市屬於"黑色類別"（需要大幅改進），只有少數城市屬於"藍色類別" （改善中） 。沒一個城市被列入"綠色類別" （健康清潔城市）。此評級可作為衡量印度各城市於未來改進和確定行動優先順序的基準。政府打算頒發名為潔淨城市獎（Nirmal Shahar Puraskar）的獎項給最佳表現者。

#### 污水處理

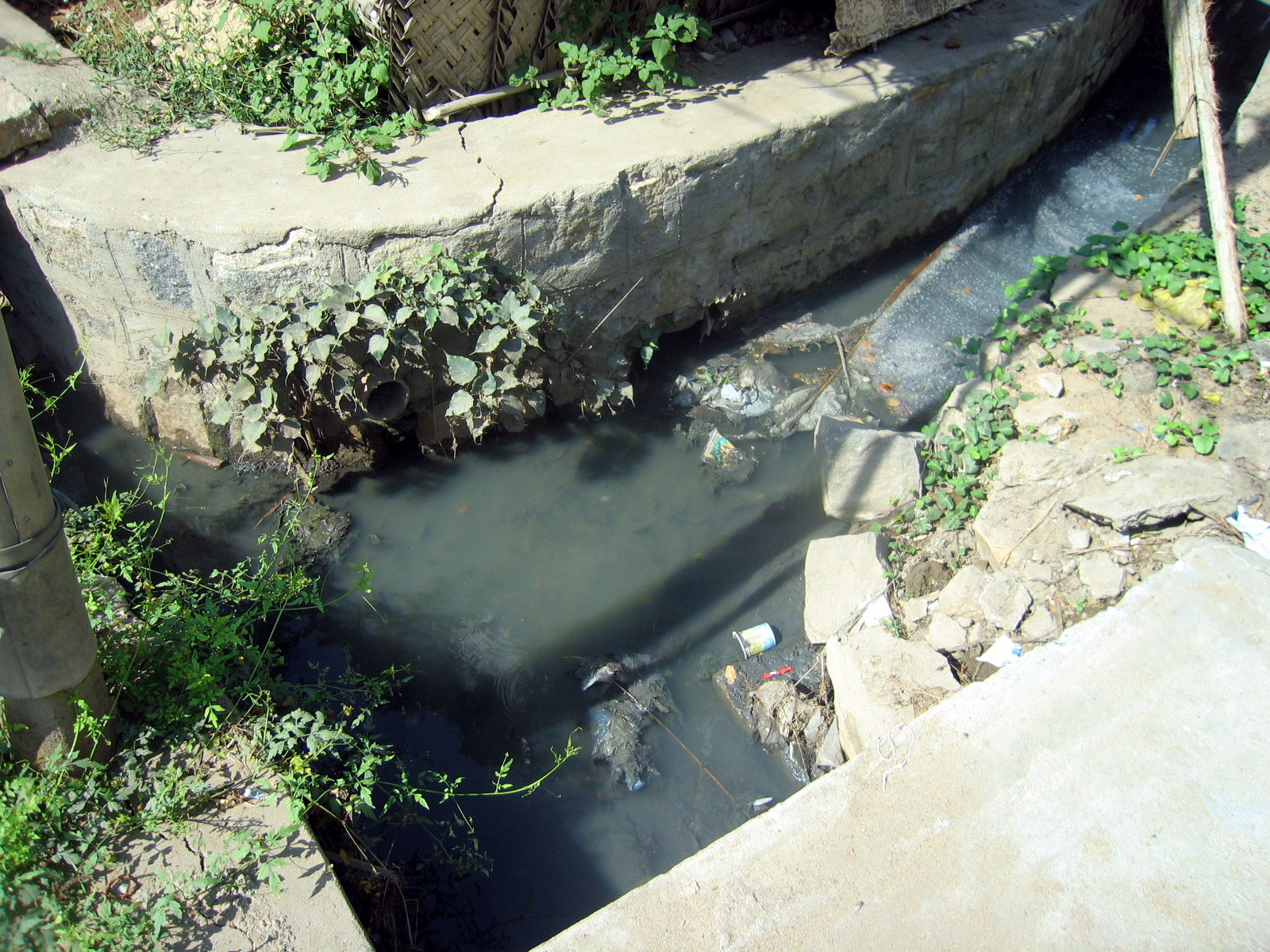
一處位於坦米爾那都邦溝渠中的污水。

印度的污水處理法規由三個中央機構管轄：印度環境、森林與氣候變化部、印度住房與城市貧困減緩部和印度飲用水和污水處理部。各項水和污水處理政策，如《2006年國家環境政策》和《2008年國家衛生政策》，也制定有污水處理法規。邦政府和地方政府負責污水處理以及"污水處理基礎設施"的建設和維護。印度政府提供不同計畫予以支持，例如國家河流保護計劃（National River Conservation Plan）、賈瓦哈拉爾·尼赫魯國家城市更新計畫、國家湖泊保護計劃（National Lake Conservation Plan）。印度政府也透過環境、森林與氣候變化部制定激勵措施，鼓勵各行業建立"公共設施"以處理生活污水。
印度最近實施的措施有"2012年國家水政策"，以促進有效的水利用和管理、污水回收和再利用、供水和污水處理設施以及有效的水定價。

### 服務涵蓋
城市地區。不同印度城市的供水和污水處理，其制度架構呈現多樣化的面貌。通常邦級機構負責規劃和投資，而地方政府（城市地方機構，ULB）負責營運和維護。一些超大印度城市已建立市政供水和污水處理設施，這些設施在法律和財政上與邦政府分開。然而這些公用事業公司的財務能力仍然薄弱。ULB雖然擁有權力，但仍依賴邦政府的資金補貼。費率也由邦政府制定，甚至經常需要營運成本補貼。有些邦和城市有非典型的制度架構。例如在拉賈斯坦邦，邦政府也同時負責營運和維護，而在孟買，市政府也負責規劃和投資。.德里水務局於2012年簽署根據績效評估的合同，將城市三個區域的營運和管理外包給私人公司，目的在將無收益水的數量降低。瓦桑特維哈爾-梅赫勞利區（Vasant Vihar-Mehrauli） 由印度SMPL基礎設施公司（SMPL Infrastructure of India）運營、馬爾維亞園區（Malviya Nagar） 由蘇伊士環境集團運營，南格洛伊區（Nangloi）區由威立雅環境公司（Veolia Environnement）運營。
私營部門參與。私營部門在代表ULB營運和維護城市供水系統方面發揮的作用雖然最近有所增加，但功能尚屬有限。例如塔塔鋼鐵公司的子公司賈斯科(Jamshedpur Utilities & Services Company) (Jusco) 擁有賈姆謝德布爾（賈坎德邦）的租賃合約、霍爾迪亞（西孟加拉邦）的管理合約、邁索爾（卡納塔克邦）的另一份合同，並取得自2007年開始在減少博帕爾（中央邦）部分地區無收益水的合同。法國水務公司威立雅環境於2005年贏得卡納塔克邦三個城市的管理合約。一個財團（包括泰晤士水務公司在內）於2002年贏得一項試點合同，涵蓋4萬戶家庭，目的為減少班加羅爾部分地區的無收益用水數量，此合同由日本國際協力銀行資助，並於2004年將涵蓋規模擴大。塞浦路斯公司Hydro-Comp與兩家印度公司於2007年共同贏得拉杜爾市（馬哈拉什特拉邦）為期10年的特許經營合同，以及馬杜賴（坦米爾那都邦）的運營顧問合同。此外，印度私營SMPL基礎設施公司正從事BOT模式（例如皮文迪（馬哈拉施特拉邦）的大宗供水項目）項目。根據2021年及2023年的報導，一家印度政府支持的新創公司NeeRain透過在印度多個屋頂安裝其專利技術，不用電力即可協助收集及過濾的大量雨水。
農村地區。印度約有10萬個農村供水系統。至少在某些邦，提供服務的責任正從邦水務局和區政府部分轉移到街區或村莊一級的潘查亞特制機構 (PRI)（印度於2017年約有604個街區和256,000個村莊。根據印度行政區劃，街區是區和村莊之間的中間層級）。在這種轉移已啟動的情況下，單村供水計劃似乎比更複雜的多村莊供水計劃更為先進。但截至2006年，潘查亞特制機構在提供農村供水和污水處理設施方面只發揮有限的作用 。印度在前述事項的權力下放的實施上進展緩慢，部分原因在於某些邦政府並未予以重視。此外，鄉村地區的污水處理設施普遍不足，大多數家庭只能自行建造簡易廁所設法解決。

## 創新做法
印度測試過許多改善供水和污水處理設施的創新方法，特別是在2000年代初期。包括由社區主導整體污水處理、由需求驅動的農村供水方法、改善卡納塔卡邦城市不間斷供水的公私夥伴關係，以及提供供水與污水處理小額信貸予婦女以提升他們取水的便利性。

### 清潔印度運動
一項以需求為導向、以人為本的清潔計劃於1999年以全面清潔運動（Total Sanitation Campaign）之名啟動，它與社區主導整體污水處理有一些相似之處，但又不盡相同。前者源自印度第一個結構化鄉村衛生計劃 - 中央鄉村衛生計劃 - 的微小成果，而中央鄉村衛生計劃的社區參與度甚低。全面清潔運動的主要目標是讓印度在2017年終止隨地便溺的現象。此運動並不著重於興建基礎設施，而是透過自我意識和羞恥心來防止露天便溺。在此計畫開始啟動的馬哈拉什特拉邦，有超過2,000個村級區域已實現無露天便溺事件發生。達到此成就的村莊將在名為潔淨村（Nirmal Gram Puraskar）的計劃下獲得金錢獎勵和高調表揚。
由印度總理納倫德拉·莫迪發起的一項名為清潔印度運動（Swachh Bharat Abhiyan）的新環境衛生運動於2014年10月啟動。
截至2017年12月1日，印度各地的污水處理總覆蓋率已從2014年10月2日（運動啟動當日）的42%上升至73%。

### 由需求驅動的農村供水
印度大多數農村供水計劃採用集中、供應驅動的方法 - 由政府機構發動一個項目，且在很少與社區溝通的情況下即進行，未培育社區的管理能力，且通常不收可用來維持後續運營的水費。印度政府從2002年開始在國家層級推出一項計劃，以改變農村地區供水和污水處理的維持方式。計劃名為Swajaldhara（社區供水計畫），將服務提供責任下放給農村地方政府和用戶群體。根據新方法，社區須接受諮詢和培訓，使用者也須事前同意支付足夠數量的水費以涵蓋營運和日後的維護成本。此計畫還包括促進環境清潔和改善個人衛生行為的措施。計劃是經歷1999年啟動的試點計劃之後而制定。
根據世界銀行於2008年對印度10個邦的研究，Swajaldhara比以前的供應驅動法可同時降低資金成本、管理成本和提供更好的服務品質。研究發現供應驅動型方案的平均成本為每立方公尺38印度盧比（45.5美分），而需求驅動型方案僅為26印度盧比（31.2美分）。前述成本包括資金、營運和維護、管理成本以及系統故障導致的應對成本。另外的相關成本還包括長途跋涉取水、長時間排隊、水儲存和修復故障系統。那些受調查，由供應驅動方式建置的系統中，普遍存在系統故障現象，供水數量和水質均低於設計預期，導致30%的家庭在夏季無法取得日常用水。當一個系統運作不良時可能會導致人們興建另外一個系統，因此出現約有30%的受訪家庭同時由多個系統取得服務的現象。截至2008年，印度只有約10%的農村供水計畫採用需求驅動法。縱然經驗證明透過需求驅動法建立的供水系統有更高的持續運作表現，但在採供應驅動方法時，用水者僅須支付較低的水費或甚至不用支付，而阻礙他們去選擇需求驅動法。

### 卡納塔卡邦實現不間斷供水
在卡納塔克邦的胡布利、貝爾高姆和古爾伯加等城市，私營的威立雅環境於2006-2008年之間，將供水從每2-15天一次，每次持續1-2小時，增加到每天24小時不間斷，涵蓋18萬人口（佔此3城市人口的12%）。這是透過精心選擇和圈定示範區（每個城市選出一個）、改造輸水網路、安裝水錶、引入良好的商業系統以及利用非政府組織進行有效的基層社會中介而達成，同時並未因此而大量增加用水量。此計畫的縮寫為KUWASIP（卡納塔卡邦城市水務部門改善計畫），並取得世界銀行3,950萬美元貸款支持。此成就對印度而言是個里程碑，當時印度尚無大城市能實現不間斷供水。此項目將擴大規模以涵蓋3個城市的全部地區。卡納塔卡邦城市基礎設施發展與金融公司 (KUIDFC) 已參與北卡納塔卡邦城市部門投資計畫 (NKUSIP)，涵蓋25個城鎮（伊爾卡爾是其中之一），施工活動於2013年2月開始，全天候供水於2015年9月開始運作。

### 坦米爾那都邦供水小額信貸
在坦米爾那都邦的蒂魯吉拉伯利，當地有一成立於1987年，名為Gramalaya的非政府組織和婦女自助團體透過小額信貸促進窮人獲得供水和污水處理設施。這樣做的好處有婦女可花更多時間陪伴子女、打零工賺取額外收入以及將多餘的水出售給鄰居，而有助於她們用來償還前述的小額信貸。這項倡議得到美國非營利組織WaterPartners的支持。

### 賈姆謝德布爾公用事業和服務公司
賈姆謝德布爾公用事業和服務公司 (Jamshedpur Utilities and Services Company）在賈姆謝德布爾提供供水和污水處理服務。 在2004年之前已有塔塔鋼鐵公司的一個部門為該市居民供水。但服務品質很差，供水時有時無、水損失高且沒配置水錶計量。塔塔鋼鐵公司於2004年為改善這種狀況並建立可在印度其他城市複製的做法 - 全資成立JUSCO。此新公司在接下來幾年裡大幅提高效率和服務品質。無收益水的佔比從2005年估計的36%下降到2009年的10%。在2009年，城市居民中有4分之1獲得不間斷供水（全市平均供水時間仍為每天7小時），照水錶計費的管線連結比例從2007年的2%增加到2009年的26%，用戶數量增加，JUSCO得以收回營運成本加上部分資本成本。揪出非法連結並將其合法化是減少無收益水的重要因素。JUSCO與馬來西亞聯熹公用事業一起贏得一份為期25年的特許合同，為西孟加拉邦霍爾迪亞市供水。

### 糞泥管理
印度的許多中小城鎮已開始部署糞泥管理（FSM）系統來處理人類排泄物，而非等待經由污水處理系統處理。糞泥管理系統所處理的是衛生系統（如糞坑和化糞池）中的排泄物。這種程序為從現場清除糞泥，將其運送到處理設施。在污水處理系統中，相當大部分資本支出用於鋪設管線。 在部署FSM時，排泄物透過真空抽取車（水肥車）或其他車輛利用現有的道路網絡進行運輸，可大幅減少資本支出。 印度已有30個城鎮投入運作FSM，全國另有700個城鎮的也處於不同的規劃階段。在印度全國糞泥管理聯盟（NFSSM Alliance）成員的支持下，FSM在馬哈拉什特拉邦、拉賈斯坦邦、北方邦、奧迪薩邦、安德拉邦、泰倫加納邦和坦米爾那都邦迅速受到採用。 

## 公用事業效率
當前可取得的印度公用事業營運效率的數據有限，有關投資效率的數據更少。可權充用於推斷營運效率的兩個指標是無收益水和員工生產力。
無收益水。根據印度住房與城市事務部於2006年在28個城市開展的服務水準基準 (SLB) 計畫取得的數據，無收益水的平均水平為44%。賈瓦哈拉爾·尼赫魯國家城市更新計畫在亞洲開發銀行的支持下對20個城市進行的另一項研究，顯示無收益水的平均水平為32%。但在20個城市中有5個並未提供任何數據。對於那些提供數據的城市而言，由於只有25%的管線進行計量，它們之間可能會有很大的誤差，而導致估計無收益水的工作變得非常困難。此外，樣本中的3家公用事業公司顯示無收益水平低於20%，但其中兩家實際上並沒計量，表明其提供的數字不一定可靠，實際的無收益水的水平可能會更高。亞洲開發銀行研究中並未包括德里，此城市的無收益水佔53%，每1,000個連接約配置有20名員工。此外，開立的水費單中實際收到繳費的僅為70%。
員工生產力。就員工生產力而言，樣本中的20家公用事業公司平均每1,000個連接擁有7.4名員工，遠高於高效公用事業公司的用人水平。對於印度公用事業公司採較大樣本的調查顯示，平均每1,000個連接擁有10.9名員工。

## 費率、成本回收和補貼
印度城市和農村地區的供水和污水處理費率都很低。城市地區在2007年的定價為每立方公尺約0.10美元，可回收約60%的營運和維護成本，但城市之間差異較大。加爾各答等一些城市根本不向用戶收費。農村地區的成本回收水平往往低於城市地區，旁遮普邦農村地區的費率估計僅為城市的20%。 該國在1990年代中期每年的成本補貼估計為11億美元，佔印度所有政府補貼的4%。 而補貼受益者中的70%用戶並不算貧窮。

### 城市地區
水錶計量。裝置水錶計量是依用水量向用戶計費的基礎。不同的研究對計量客戶佔比的估計有所不同。根據印度住房與城市事務部於2006年在28個城市開展的服務水準基準（SLB）計畫取得的數據，計量比例為50％。根據1999年對300個城市的調查，大都會地區約有62%用戶和小城市有50%用戶採用計量（平均55%）。然而水錶經常無法運作，因此許多"按錶計費"的用戶按統一費率付費。班加羅爾和浦那是對所有客戶進行計量的為數不多的印度城市。許多其他城市根本沒計量，或是僅對商業客戶計量。人們從立管（公共水龍頭）可免費取得用水。 賈瓦哈拉爾·尼赫魯國家城市更新計畫於2007年在亞洲開發銀行的支持下對20個城市進行一項研究，顯示這些公用事業公司中只有25%的用戶使用水錶。大多數其他客戶支付與使用量無關的固定費率。一些公用事業公司，例如為加爾各答提供服務的，實際上並未向住宅用戶收費。
費率水平。根據亞洲開發銀行的同一項研究，所有客戶（包括工業、商業和一般客戶）的平均費率為每立方公尺4.9印度盧比（5.9美分）。根據經濟合作暨發展組織（OECD）發表的2007年全球水費調查，班加羅爾每立方公尺的水費為0.15 美元、加爾各答的為0.12美元、新德里的為0.11美元，和孟買的為0.09美元。班加羅爾的污水處理費為每立方公尺0.02美元。其他三個城市不收取污水處理費，但擁有下水道的城市往往是較為富裕的城市。
費率結構。採水錶計量的客戶的水費通常是統一式計價，但有些城市採用遞增計價方式。
負擔能力。根據2000年的數據，印度城市水費非常實惠。 對於一個五口之家而言，如果每個月用水量是20立方公尺，且生活在貧困線以下，那麼安裝水錶後，水費佔家庭總支出的比例將低於1.2%。相較之下，若採用固定費率，則此一比例會上升到2%。即使如此，這兩個比例都低於普遍認為的5%可負擔門檻。
成本回收。根據2007年在印度20個城市進行的研究，這些城市公用事業營運和維護成本的平均成本回收率為60%。 20家公用事業公司中有7家有現金盈餘，可提供資金進行部分投資。清奈的相對盈餘最高。回收率最低的是中央邦的印多爾，其營運和維護成本回收率少於20%。根據印度住房與城市事務部2006年在28個城市開展的服務水準基準（SLB）計畫所得的數據，平均成本回收為67%。
以德里為例。 德里水務局在2011年至2013年間的收入增加50%，而降低從德里國家首都轄區接受的營運補貼。德里水務局有3,500億印度盧比（42億美元）的債務，並積極尋求將這筆債務轉換為政府贈款。該公用事業公司在2012年上任的新領導者Debashree Mukherjee領導下，重點改善其客戶資料庫、透過手持設備抄錶、計費和收帳。截至2004年，德里水務局的收入僅夠支付其約60%的營運成本，因而少做維護工作。德里水務局嚴重依賴政府財政支持來進行經常性支出和資本支出，每年分別為30億印度盧比（3,590萬美元）和70億盧比（8,390萬美元）。應收帳款的數字超過整個年度開立的帳單合計，其中一部分根本無法收回。估計在2001年的平均費率為0.074美元/立方公尺，而生產成本為0.085美元/立方公尺，後者可能是一非常保守的估計，沒將資本成本列入考慮。
嘗試提高費率遇到的挑戰。即使用戶願意為較佳的服務支付更高的費用，任何小幅增加也會受到政治利益阻攔。中央邦賈巴爾普爾即為其中一例，中央政府和邦政府在2000年至2004年期間資助一造價1.3億盧比（160萬美元）的供水項目，由賈巴爾普爾市政公司運營，此公司在投資之前所收取的水費少於營運成本的一半。即便如此，公司最初還是拒絕為該新項目提高水費。而迫於邦政府的壓力後才勉強同意提高商業用戶水費，但不同意提高住宅用戶的。

### 農村地區
農村地區的成本回收率低，大多數供水系統因缺乏維護而無法運作。一些邦政府提供農村供水系統補貼，但資金稀缺。在旁遮普省農村地區，維運成本回收率僅約20%。一方面是支付高員工薪資、高價電費、操作人員過多。另一方面是收入僅由10%擁有連結管線的家庭支付。公共供水立柱用戶的官方水費為每戶每月15盧比（18.0美分），但在此取水的人根本不需支付任何水費。

### 補貼與補貼對象
並無可用資料對印度水和污水處理設施補貼的準確估計。估計該國於1990年代中期，水務部門的轉移支付每年達547.08億印度盧比（6.555億美元），佔印度所有政府補貼的4%。據說大約98%的補貼來自各邦，而非中央預算。前述數字可能只包括經常性成本補貼，而不包括投資補貼，投資補貼甚至更高（見下文）。補貼的針對性很少。根據世界銀行的數據，受益於公共供水補貼的人中有70%並不貧困，而有40%的貧困人口則因為無法獲得公共供水服務而無緣享受補貼。

## 投資與融資
印度在21世紀的頭10年，城市供水和污水處理設施的投資有所增加，這要歸功於國大黨政府在2014年之前實施的賈瓦哈拉爾·尼赫魯國家城市更新計畫和印度人民黨政府自2014年以來實施的清潔印度運動提供的增提中央政府撥款，以及住房和城市發展公司提供的貸款。

### 投資
印度第11個5年計畫（2007年-2012年）預計將投資12,702.5億印度盧比（152億美元），用於城市供水和污水處理設施，包括城市街道排水渠和固體廢棄物管理。

### 融資
政府供水和污水處理計畫的資金由中央政府、各邦和其他捐助者共同提供，各個體提供的佔比因計畫和時間而異。例如截至2016年，對於清潔印度運動和國家農村飲用水計畫資助的融資，各邦支付60%，中央政府支付40%。迄2015年，中央政府為清潔印度運動提供75%的資金。
根據印度第11個5年計畫，55%的投資由中央政府提供資金，28%由邦政府提供，8%由住房和城市發展公司等機構融資提供，8%由外部機構提供，1.5%由私營機構提供。預計地方政府不會參與投資。於此期間的投資額預計將翻一倍，達到GDP的0.7%。這還表示資金的重點從邦政府轉向中央政府。在印度"第9個5計畫"期間，只有24%的投資來自中央政府，76%由來自邦政府。中央政府的資金主要用在農村地區的供水。

### 機構
目前的供水和污水處理融資系統因有許多不同的全國和邦計劃涉入而呈支離破碎情況。可能導致鄰近地區同時實施不同且相互衝突的項目。例如在農村地區，不同的計劃相互競爭，對需要用戶分攤成本的需求驅動法產生不利影響。
邦政府預算是供水和污水處理設施的主要資金來源。邦金融公司（SFC）在建議如何分配邦的稅收給各邦和市鎮、撥款標準以及改善市鎮財務狀況的措施方面具有重要的作用。根據規劃委員會的說法，SFC有時運作不夠透明和/或能力不足，交易成本高，其建議有時未被施行。重要的資金來源是來自住房和城市發展公司（HUDCO）的貸款，這是一家中央政府的金融企業。HUDCO向市政公司提供的貸款需要由邦政府提供擔保。HUDCO還向各邦轉貸外援，包括來自日本的援助。賈瓦哈拉爾·尼赫魯國家城市更新計畫（2005年-2014年）在透過中央政府撥款資助城市供水和污水處理設施方面發揮重要作用。然而其贈款僅限用於印度35個最大的城市和其他28個選定的城市，大多數人口不到100萬的城市沒資格獲得其贈款。當印度人民黨執政後，前述計畫被阿塔爾復興和城市轉型計畫 (AMRUT，新政府城市發展的旗艦計畫) 取代。新政府於2014年又宣佈備受矚目的Swachh Bharat Abhiyan（清潔印度運動），目標是到2019年消除隨地便溺的現象，覆蓋的城鎮有4,041個。計劃中的全民教育運動和國家中學教育任務獲得世界銀行、企業和邦政府的資金和技術支持。清潔印度運動預計將耗費超過6,200億印度盧比（74億美元）。2016年的印度聯邦預算為該運動撥款900億印度盧比（11億美元）。印度政府於2015年對航空旅行、電話、外食和銀行業務徵收0.5%的服務稅，作為清潔印度運動所需的財源。一項預算追蹤研究顯示該國政策重點從供水轉向污水處理設施，導致政府在農村供水方面的支出削減。印度國會常務委員會發佈的一份報告提出政府將無法實現2017年為50%農村家庭提供自來水的目標。
印度總理莫迪在2019年印度獨立日證實為該國一半家庭提供自來水的目標尚未達成。他還宣佈政府決定啟動3.5兆印度盧比的基金來推動印度鄉村供水計劃，目標是"到2024年透過自來水管為印度農村的所有家庭提供安全和充足的水"。印度鄉村供水計劃納入舊的國家農村飲用水計畫 (NRDWP)，保留"到2024年為每個農村家庭提供水龍頭連接 (FHTC)"的目標。" 莫迪於2020年1月在班加羅爾舉行的第107屆印度科學大會上宣稱"技術是支持印度鄉村供水計劃的力量"，印度年輕科學家"有責任開發廉價及有效的水循環技術"，這對他們是個值得開發的新領域。
坦米爾那都邦於1996年引入公私合作夥伴關係，由坦米爾那都邦城市發展基金 (TNUDF）為該邦的城市引介贈款和貸款 - 來自世界銀行、日本國際協力機構（JICA）和德國復興信貸銀行的資助。TNUDF還透過水和衛生集合基金從資本市場籌集資金（幾個城市聯合在當地市場發行債券）。TNUDF是迄今唯一正常運作，向印度ULB提供貸款的的國家級基金。奧迪薩邦於2012年仿效坦米爾那都邦，也設立城市發展基金。

## 對外合作
根據OECD的數據，印度在水、污水處理設施和水資源管理方面獲得的發展援助，以絕對值計算，均高於其他國家。印度佔2006-07年全球水資源援助承諾的13%，年均收到約8.3億美元（6.2億歐元），為給中國金額的兩倍多。最大的捐助者是日本，提供6.35億美元，其次是世界銀行，提供1.3 億美元。在2004-06年的年平均金額約為4.48億美元，僅為前述金額的一半，其中日本提供2.93億美元，世界銀行提供8,700萬美元。另外的重要外部合作夥伴有亞洲開發銀行和德國。
印度政府於2003年決定只接受5個國家（英國、美國、俄羅斯、德國和日本）的雙邊援助。另外22個雙邊捐助國被要求通過非政府組織、聯合國機構或多邊機構（如歐盟、亞洲開發銀行或世界銀行）來提供。

### 亞洲開發銀行
印度從2005年起在引入新的融資模式（如多批次融資機制（MFF））後，增加從亞洲開發銀行取得的貸款。MFF的特點是與國家政府簽訂框架協議，根據該協議，為符合既定選擇標準的子項目提供靈活的批次融資。印度於2008年在卡納塔卡邦北部（8.62億美元）、查謨和喀什米爾邦（12.6億美元）、拉賈斯坦邦（4.5億美元）和阿坎德邦北部（15.89億美元）進行多批次融資計畫。這些融資計畫中包括用於發展城市供水和污水處理的重要投資。

### 德國
德國通過德國復興信貸銀行和德國技術合作公司（GIZ），支持印度獲取水和污水處理設施。兩家機構從1990年代初開始持續支持馬哈拉什特拉邦農村地區的水源管理，採用由艾哈邁德訥格爾社會中心首次試行的參與式方法，此法與之前自上而下、技術性的水源管理方法有根本性的差異，之前純粹只依賴技術的方法，幾乎沒產生任何成果。婦女參與決策是新計畫的重要因素。雖然效益主要體現在增加農業產量方面，但該計畫也增加農村的水資源供應。此外，GIZ也積極支持在印度引入生態污水處理理念，包括社區廁所以及學校和中小企業的分散式污水處理系統。許多這樣的系統從污水中產生生物燃氣，提供肥料和灌溉用水。

### 以色列
以色列給予印度先進的水管理技術和專業知識。

### 日本
日本是印度在供水與污水處理水領域中的最大捐助者，日本JICA資助許多項目，重點是資本密集型的項目，通常也包含同一地點的後續項目。 於2006年至2009年間批准的項目涵蓋阿薩姆邦、喀拉拉邦、坦米爾那都邦的霍格納卡爾綜合飲用水項目、果阿邦、阿格拉、旁遮普邦、奧迪薩邦和班加羅爾的部分地區。
對過去項目的評估。對城市供水和污水處理改善進行大型事後評估計畫，顯示"目標實現約60%至70%"，而且"結果一般"。該計劃由HUDCO於1996年至2003年在26個城市實施。評估結果稱，"邦政府的計劃沒根據充分的需求研究，其中包括對居民支付服務的意願"，因此對管路連接的需求被高估。儘管有增加水費的建議，卻很少執行。評估的結論是"HUDCO無法對單一項目的有效性、可持續性或整體品質做出重大貢獻。這一問題沒有受到太多關注的原因之一可能是該項目的貸款有邦政府的擔保，幾乎無違約風險。"。

### 世界銀行
世界銀行為一些印度城市和農村地區的項目提供資助，這些項目全部或部分用於供水和污水處理之用。涵蓋針對恆河流域、安德拉邦、卡納塔卡邦、坦米爾那都邦以及北阿坎德邦和旁遮普邦農村地區的市政發展的支持。有多個項目，貸款金額有數億至數十億美元。
對過去項目的評估。世界銀行中一獨立評估部門所做的研究，對世界銀行在1973年至1990年間支持的干預措施在孟買城市供水和污水處理服務的影響。報告總結指出，孟買的供水和污水處理規劃、建設和運營對投資計劃的規劃和實施者產生巨大的挑戰。一開始是由於投資不足，存在大量累積的需求無法獲得滿足。當地的人口和經濟在接下來的幾十年裡成長加速，窮人佔比不斷增加，其居住所在的貧民窟也隨之擴大，導致計劃的預期影響未能實現。缺失包括"飲用水不安全，供水服務 - 特別是對窮人 - 很難獲得，且供應會發生在一天中對當地人不方便的時間進行，工業用水沒有得到充分供應，生活污水處理設施數量太少，且經常無法使用，城市排水溝、溪流和沿海水域被人類排泄物和工業廢棄物污染。"

## 延伸閱讀
- Sridhar, Kala Seetharam; Reddy, A. Venugopal. . Public Affairs Centre. 2010. ISBN 9780198065388 –Google Books.
- Zerah, Marie-Helene. . Manohar [and] Centre de Sciences Humaines. 2000. ISBN 8173043280.

## 外部連結
- World Bank:India's Water Economy:Bracing for a Turbulent Future, 2005 （页面存档备份，存于）
- Sustaining Water for All in a Changing Climate （页面存档备份，存于） The World Bank, 2010, Case Study on water resources in Andhra Pradesh, India. pgs. 73–77.
- Comprehensive Portal on Water in India: India Water Portal （页面存档备份，存于）
- Solution Exchange:Water Community in India
- Water and Environmental Sanitation Network India:WES-Net India 的存檔，存档日期2021-02-15.
- Asian Development Bank/Jawaharlal Nehru National Urban Renewal Mission: 2007 Benchmarking and Data Book of Water Utilities in India （页面存档备份，存于）
- World Bank:Reaching the Poor Through Sustainable Partnerships: The Slum Sanitation Program in Mumbai, India （页面存档备份，存于）
- Jawaharlal Nehru National Urban Renewal Mission:Overview